# そり競技

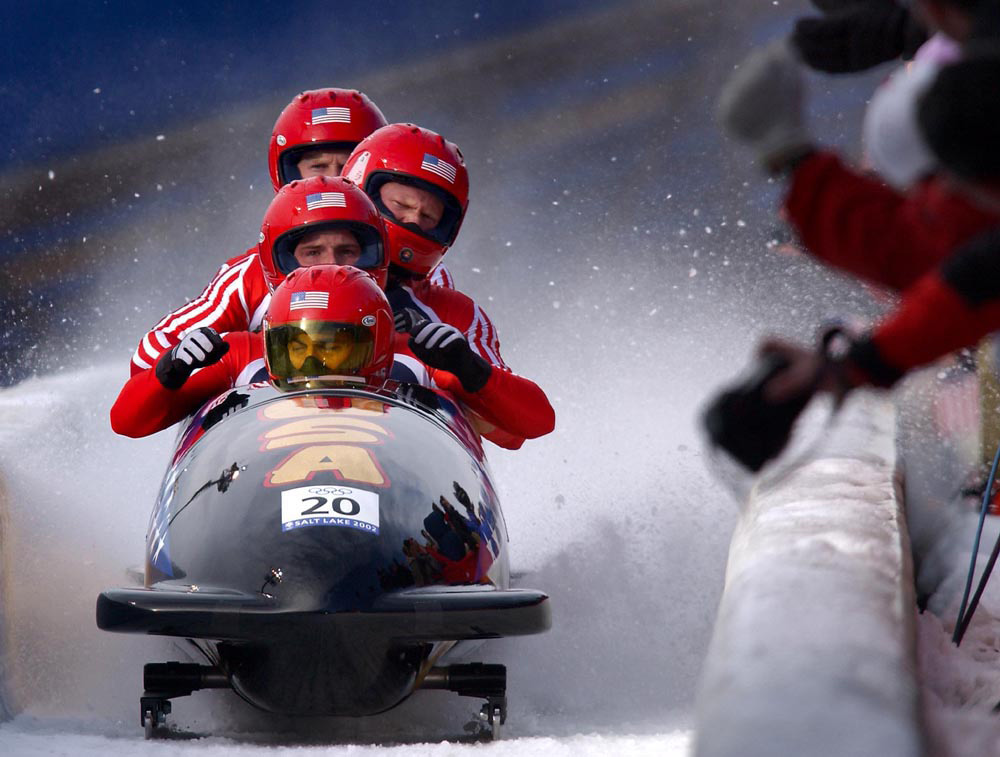
ボブスレーは氷上のF1とも呼ばれる

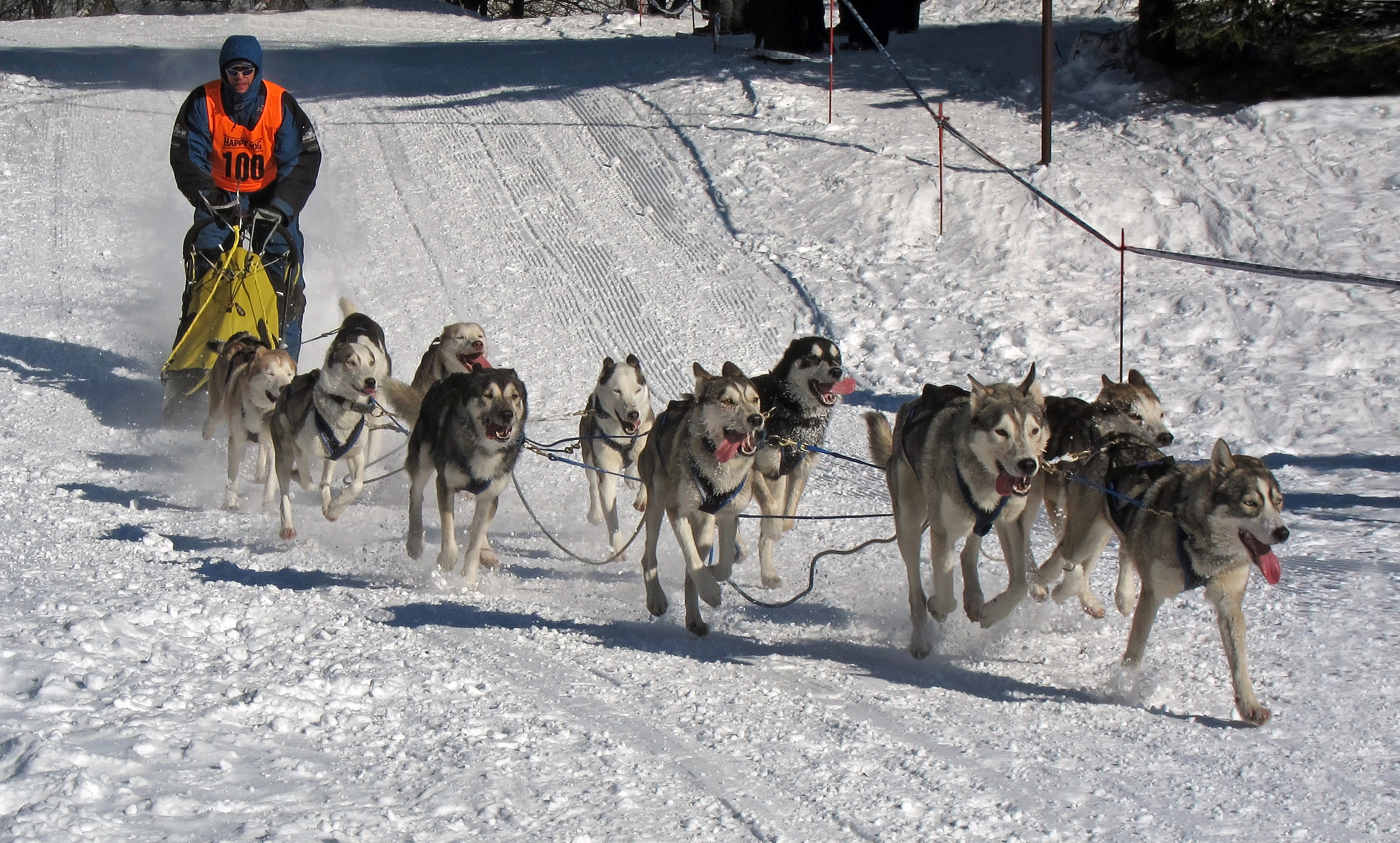
犬ぞりレースでそりをひくシベリアン・ハスキー

そり競技（そりきょうぎ、橇競技）は、着座あるいはうつ伏せの姿勢でそりに乗って滑る競技。初速と自重によって斜面を滑降するものと、そり輸送と同様に牽引によって滑走するものとがある。競技も含めアクティビティとしてのそり滑り（そりすべり）、そり遊び（そりあそび）は冬に雪で覆われる地域でウィンタースポーツとして発展したが、砂地や芝生・人工芝のように摩擦の小さい場所でも楽しまれる。
冬季オリンピック競技にはボブスレー、リュージュ、スケルトンの3競技が採用されている。タイムを競う競技ではないが、冬季パラリンピック競技のパラアイスホッケーもそりを使用する競技である。
本項では、競技も含めアクティビティとしてのそり滑り全般について述べる。

## 近代スポーツとしてのそり競技

### 起源

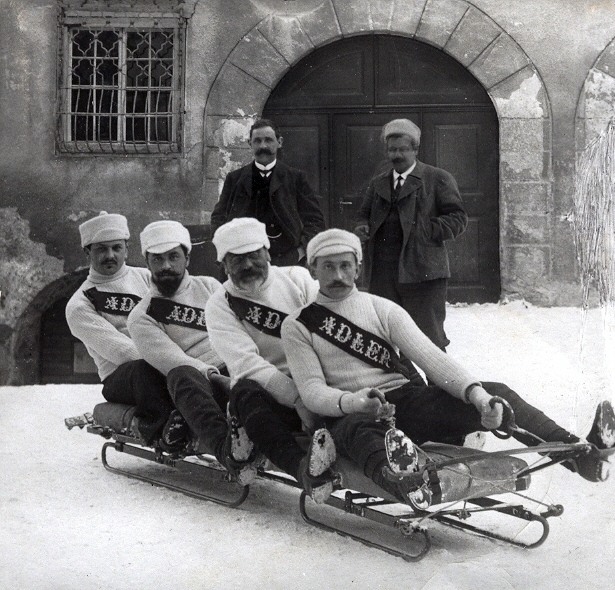
ダボスのボブスレーチーム（1910年ころ）

近代スポーツとしてのそり競技（ボブスレー・リュージュ・スケルトン）は19世紀半ばから後半、スイスのサンモリッツを休暇で訪れていたイギリスからの客たちが配達用のそりを遊戯用に改造し、そこからダボスなどスイスの他の町へ急速に広まったのが発祥である。近代そり競技の競技会は1883年にダボスで始まり、直ちにボブスレー・リュージュ・スケルトンが次々と発展した。
1880年代半ばまでに、サンモリッツのホテルオーナーであったカスパル・パトルット(英語版)はこの新しいスポーツに目をつけ、専用のコースを設けた。リュージュとして初めての正式な競技会は1883年、ボブスレーは1884年にサンモリッツで開かれた。1926年に国際オリンピック委員会はボブスレーおよびスケルトンをオリンピック競技とする発表をし、サンモリッツの滑走ルールをオリンピック公認ルールとして採用した。

### ボブスレー

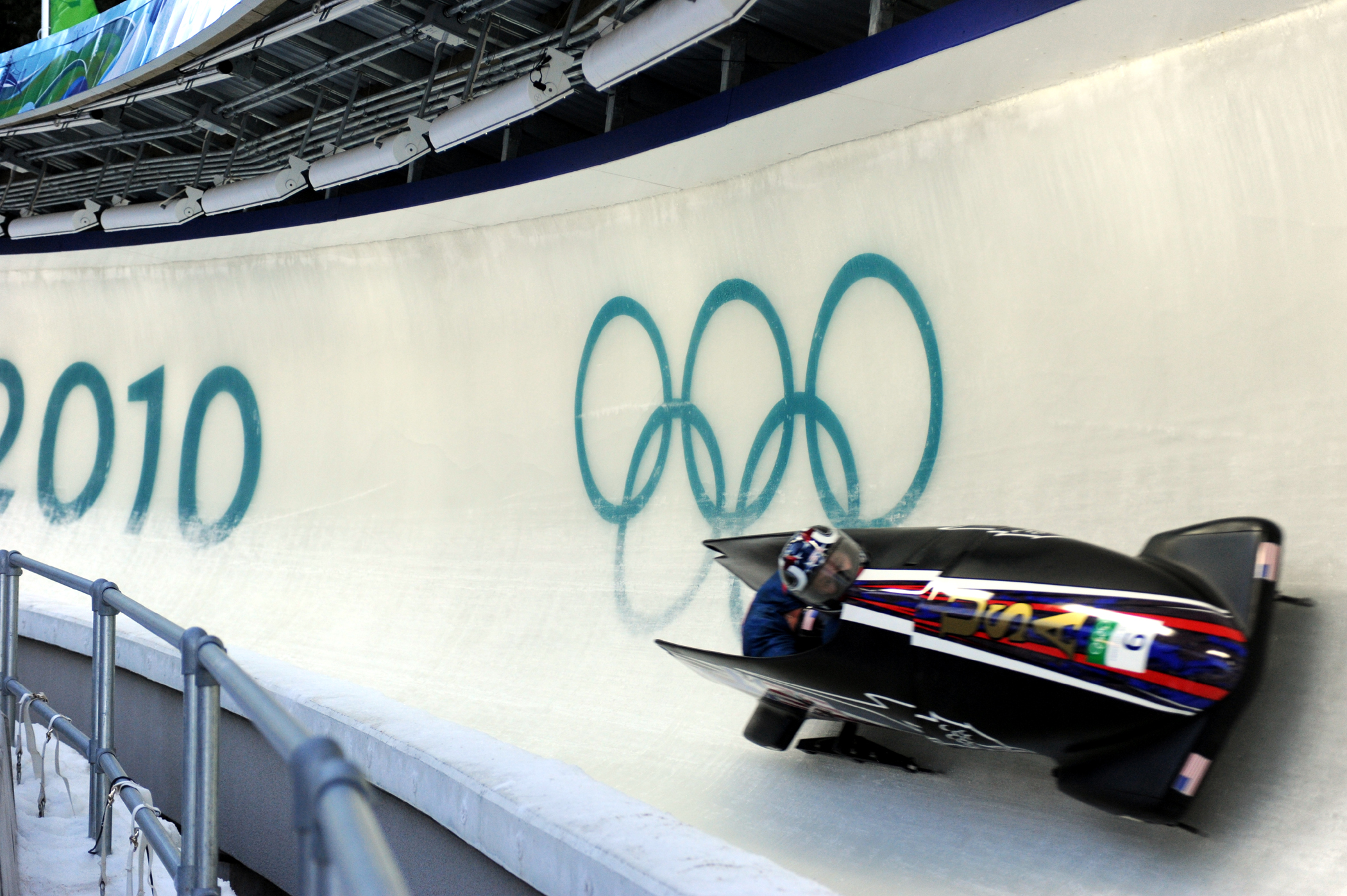
氷上を滑走するボブスレー

前方にハンドル、後方にブレーキを備え、下部に刃のついた鋼鉄製のそり。そりの名称そのものが競技名になっている。選手は200kg前後のボブスレーを押し出しながら加速させて飛び乗り、スタートする。2人乗りと4人乗りがある。最高速度は140 km/hにも達し、「氷上のF1」と呼ばれる。ボブスレー用そりは空気力学の観点からの研究開発が進んでおり、レーシングカーのような開発競争が繰り広げられている。

### リュージュ

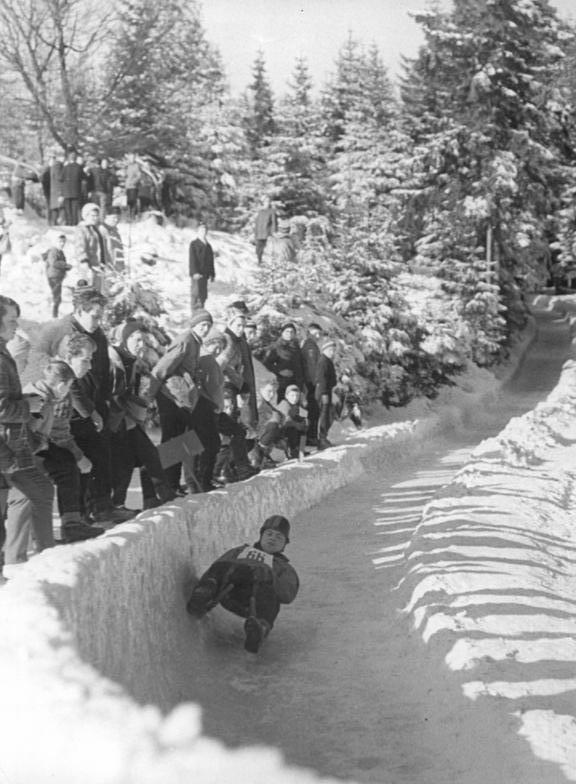
リュージュ選手トーマス・ケーラーの滑走（1964年、東ドイツ）

リュージュには刃はあるもののハンドルやブレーキはない。そのため、頭を後ろにして仰向けに寝た選手は、足首などで操作を行う。スタートバーで反動をつけて前に飛び出したのち、スパイクのついた手袋で氷をかいて加速し、仰向けの姿勢になり空気抵抗を減らして滑る。1人乗りと2人乗りがあり、最高速度は150 km/hに達することもあると言われる。オリンピックにおいて唯一、1/1000秒を争う競技。

### スケルトン

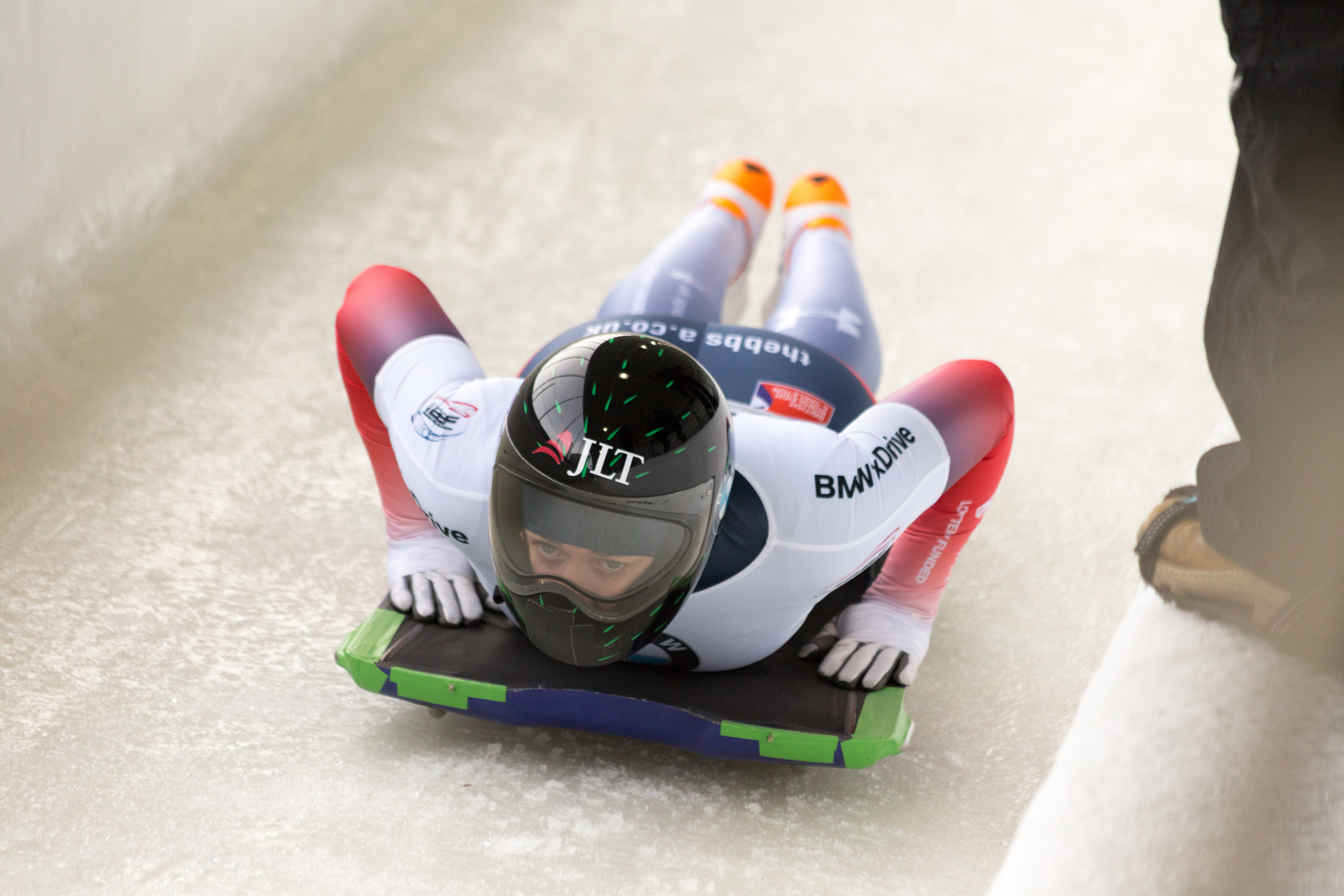
スケルトンの滑走姿勢

刃のついた滑走部分と板状の車体だけという単純な構造のそりを使うことからスケルトン（英: skeleton、骨格や骨組みの意）の名がついたとも言われる。そりを押しながらスタートした選手は、うつ伏せに飛び乗り、頭を前にしてコースを滑る。最高速度は100 km/hを超えるが、顔と氷の間隔がわずか十数cmのため体感速度はその数倍と言われている。

### 競技トラック
2018年において、ボブスレー・リュージュ・スケルトンの競技会で使用される国際基準を満たすトラックは世界であわせて17か所ある。スイスのサンモリッツにあるトラックのみ自然冷却であるが、それ以外のトラックはすべて鉄筋コンクリート造で、あらかじめ人工的に冷却する。
競技トラックは欧米とりわけ中欧に集中して所在しており、2018-2019年シーズンにおいて使用できるトラックは欧米以外の地域には0か所となっている。そり競技の国際大会が1972年に初めて欧米以外で開催されて以降も地域偏在は解消できていない。日本では、長野市ボブスレー・リュージュパークの製氷が2018-2019年シーズンから休止され、50年以上にわたり毎年開催されていた全日本選手権大会は途切れることになった。2018年平昌オリンピックに向けて建設された韓国のアルペンシア・スライディングセンターは、オリンピック閉幕直後に閉鎖された。中国には2022年北京オリンピックの会場として建設中のトラックが1か所（国家雪车雪橇中心）ある。

## 牽引によるそり滑り
牽引のあるそりは用途によって乗用ぞりや荷物ぞりなどに分類できるが、乗用ぞりは北欧とロシアで発達し、その優美な姿は冬の風物詩となるにいたった。モータリゼーションが早くに進んだ地域では伝統的なそりは駆逐されたが、観光用に盛んに使われる土地も多い。
動力源によって、人力によるそりひき、馬そり、犬ぞりなどに分けることもでき、レースとしても楽しまれている。

### 輓曳（ばんえい）競馬

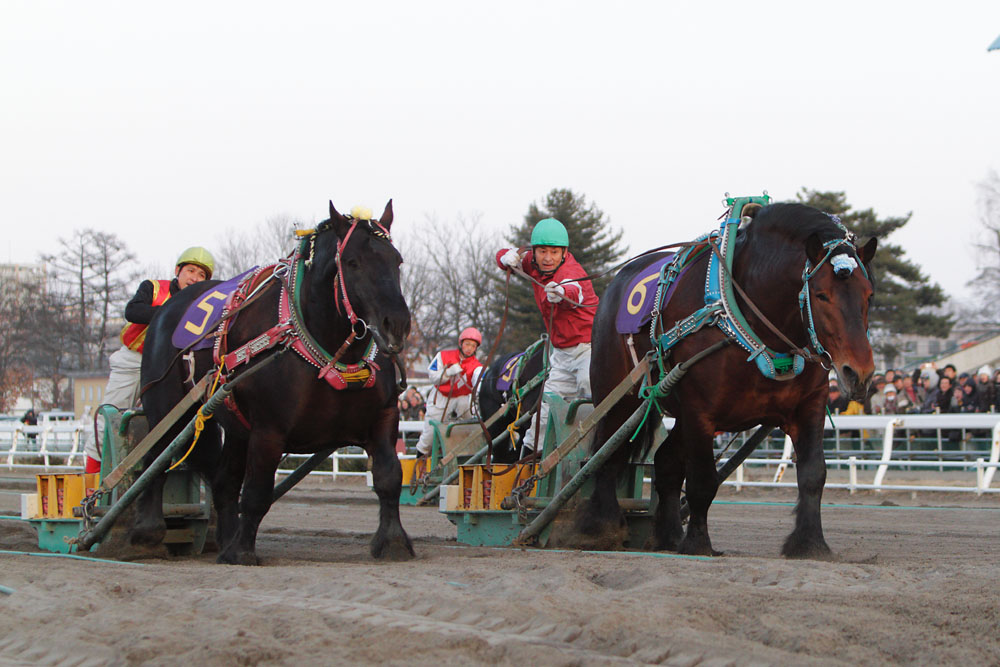
ゴール前で競り合う競走馬

輓馬が騎手と重量物を積載したそりをひき、障害の設置されたコースで速さを競う競技。輓曳競馬が定期開催されているのは世界的にも帯広競馬場のみとなっている。

### 犬ぞりレース
犬ぞり使い（マッシャー）とマッシャーが操るハーネスをつけたそり犬を1チームとして、規定コースの移動タイムを競う。数 km のスプリントレースから 1000 km を超える長距離レースまでさまざまな距離のレースがあり、競技は数日から数週間に及ぶ。

## そり遊び

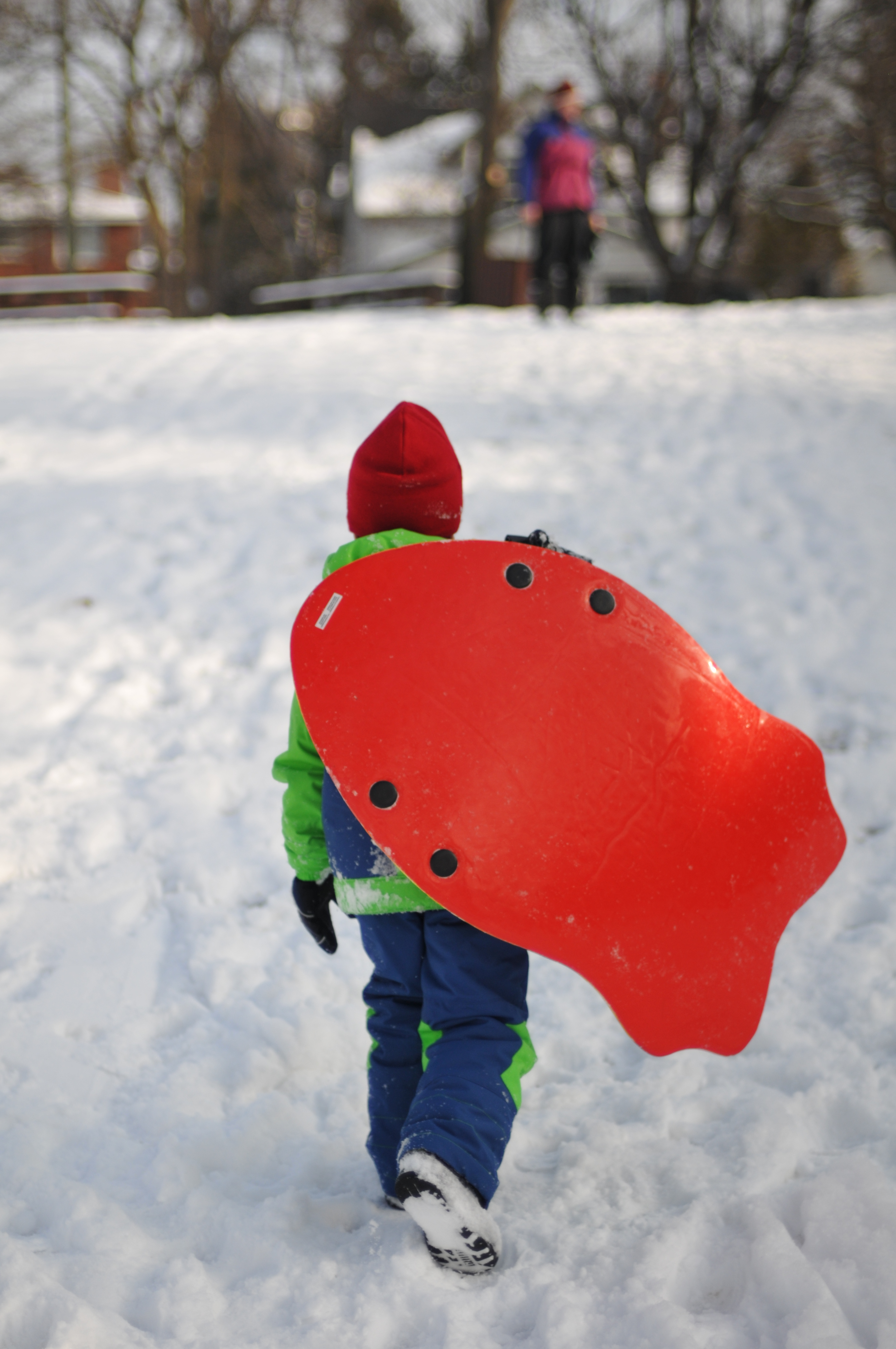
そりを担ぐ子ども

木製やプラスチック製、段ボールなど紙製のそりは、丘を滑り降りる遊具として使われる。
そりは、積雪寒冷地域の移動・運搬具として紀元前6500年ころのものが確認されているが、古代ギリシアでオリンピックが行われていたころにはアルプス地方で遊びとしても用いられ、広い意味でのスポーツとしての起源はスキーよりも古いと考えられている。これが冬のレクリエーションとして意識され、記録されるようになるのは、16世紀に入ってからである。その後19世紀中ごろに、そり遊びからリュージュやスケルトンなどが生まれている（先述）。